# Lochmaeocles batesi
Lochmaeocles batesi är en skalbaggsart som först beskrevs av Aurivillius 1923. Lochmaeocles batesi ingår i släktet Lochmaeocles och familjen långhorningar.
Artens utbredningsområde är:
- Costa Rica.
- Guatemala.
- Honduras.
- Nicaragua.
- Panama.

Inga underarter finns listade i Catalogue of Life.